# Caravansérail de Büyükçekmece
Le Caravansérail de Büyükçekmece est aussi appelé auberge de Büyükçekmece, caravansérail du Sultan Süleyman, caravansérail de Kurşunlu ou auberge de Kurşunlu ; il s'agit d'un caravansérail situé dans le quartier de Büyükçekmece à Istanbul, en Turquie. Sa construction fut achevée en 1566, sous la direction du célèbre architecte ottoman Mimar Sinan. Aujourd'hui, il est utilisé comme lieu d'événements culturels et artistiques.